# Мессина, Гвидо
Гвидо Мессина (итал. Guido Messina; 4 января 1931, Монреале, Сицилия — 10 января 2020, Турин или Казелетте, Пьемонт) — итальянский трековый и шоссейный велогонщик, выступавший на международном уровне в 1948—1962 годах. Чемпион летних Олимпийских игр в Хельсинки в командной гонке преследования, пятикратный чемпион мира в индивидуальной гонке преследования (дважды среди любителей и трижды среди профессионалов), победитель одного из этапов «Джиро д’Италия».

## Биография
Гвидо Мессина родился 4 января 1931 года в поселении Монреале, пригороде Палермо, Италия.
После Второй мировой войны ради продолжения спортивной карьеры переехал на постоянное жительство в коммуну Казелетте, провинции Турин.
Первого серьёзного успеха на международном уровне добился в сезоне 1948 года, когда вошёл в основной состав итальянской национальной сборной и выступил на трековом чемпионате мира в Амстердаме, где одержал победу в любительской индивидуальной гонке преследования.
В 1950 году побывал на мировом первенстве в Рокуре, откуда привёз награду бронзового достоинства, выигранную в индивидуальном преследовании.
В 1951 году в той же дисциплине стал бронзовым призёром на аналогичных соревнованиях в Милане.
Благодаря череде удачных выступлений удостоился права защищать честь страны на летних Олимпийских играх 1952 года в Хельсинки. Поскольку индивидуальная гонка преследования в то время ещё не входила в олимпийскую программу, выступал здесь в зачёте командной гонки преследования — вместе с соотечественниками Марино Мореттини, Лорис Кампана и Мино де Росси обошёл всех своих соперников — тем самым завоевал золотую олимпийскую медаль.
После хельсинкской Олимпиады Мессина остался в составе трековой команды Италии и продолжил принимать участие в крупнейших международных соревнованиях. Так, в 1953 году в индивидуальном преследовании среди любителей он одержал победу на чемпионате мира в Цюрихе.
В 1954 году присоединился к шоссейной профессиональной команде Frejus и дебютировал на профессиональном уровне, в частности закрыл десятку сильнейших на «Милан — Сан-Ремо», стал семнадцатым на «Джиро ди Тоскана», тринадцатым в гонке «Рим — Неаполь — Рим», занял 64-е место на «Джиро ди Ломбардия». При этом продолжил показывать высокие результаты на треке — был лучшим в индивидуальной гонке преследования на мировом первенстве в Кёльне, теперь уже среди профессионалов.
На трековом чемпионате мира 1955 года в Милане вновь победил в индивидуальном преследовании. Помимо этого, принял участие в супермногодневке «Джиро д’Италия», сумел выиграть здесь первый этап и на один день завладел розовой майкой лидера, тогда как в итоговой генеральной классификации расположился на 47-й строке. Отметился выступлением на «Париж — Рубе», стал седьмым в гонке «Рим — Неаполь — Рим».
В 1956 году в индивидуальной гонке преследования победил на мировом первенстве в Копенгагене, став таким образом пятикратным чемпионом мира в данной дисциплине. Добавил в послужной список победу на одном из этапов «Рим — Неаполь — Рим».
На трековом чемпионате мира 1957 года в Рокуре взял бронзу в индивидуальном преследовании профессионалов. На шоссе финишировал третьим в гонке «Милан — Турин», девятым в гонке «Милан — Сан-Ремо», снова проехал по маршруту «Рим — Неаполь — Рим».
В 1958 году во второй раз стартовал на «Джиро д’Италия», но здесь сошёл уже в ходе третьего этапа. Был десятым на «Милан — Сан-Ремо» и «Джиро ди Тоскана», занял 19-е место в генеральной классификации «Джиро ди Сардиния».
Сезон 1959 года провёл в команде Ignis-Frejus.
Начиная с 1960 года представлял команду Molteni, с ней выиграл один из этапов «Рим — Неаполь — Рим», участвовал в «Милан — Сан-Ремо» и «Джиро ди Ломбардия», где занял 78-е и 59-е места соответственно.
Впоследствии оставался действующим профессиональным велогонщиком вплоть до 1962 года, хотя в последнее время уже не показывал сколько-нибудь значимых результатов.
Умер 10 января 2020 года в Турине в возрасте 89 лет.